# Bain Mathieu
Le Bain Mathieu est une salle de spectacle situé à Montréal (Québec) au 2915, rue Ontario Est. Construite en 1931, il s'agit d'un ancien bain public.

## Histoire
Le Bain Mathieu, utilisé de 1931 à 1990, a été abandonné après sa fermeture. Lorsque l'édifice a été confié à la Société pour promouvoir l'art gigantesque (SPAG) dix ans plus tard, il était dans un état lamentable. L'endroit a donc été complètement rénové afin de lui offrir une nouvelle vocation. Deux grandes salles ont été aménagées.

## Description

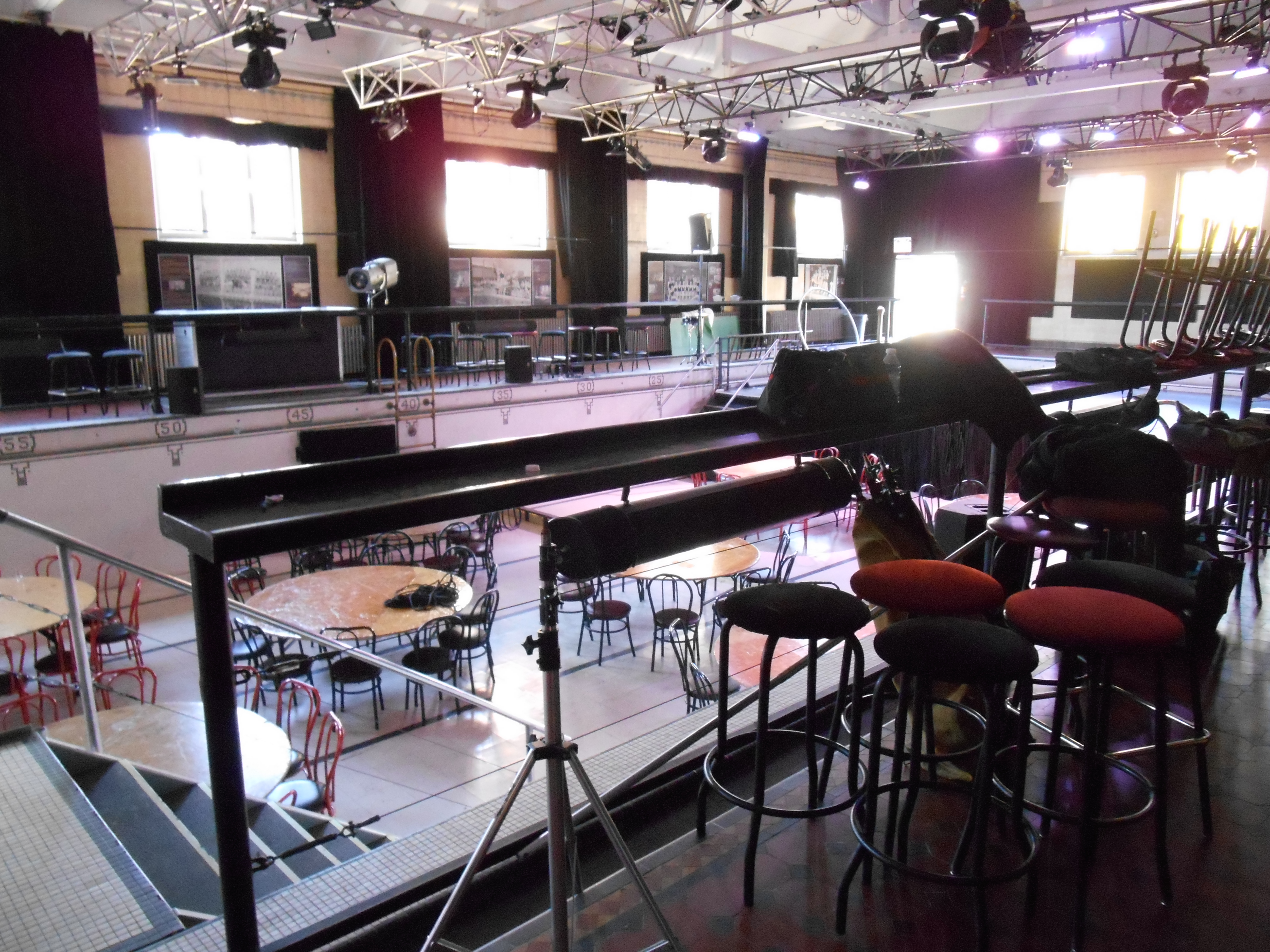
Vue de l'intérieur du Bain Mathieu.

La piscine originale de 1931 s'y trouve toujours, donnant un certain cachet historique à l'endroit. Actuellement, les salles sont utilisées pour divers événements socioculturels et pour des événements « nightlife ». Les salles peuvent accueillir plus de 600 personnes.